# Prva Makedonska Liga 2008/09
Die Prva Makedonska Liga 2008/09 war die 17. Spielzeit der höchsten Fußballliga Nordmazedoniens. Die Spielzeit begann am 3. August 2008 und endete am 31. Mai 2009. Titelverteidiger war Rabotnički Skopje. Meister wurde zum ersten Mal Makedonija Skopje.

## Modus
Zwei Tage vor Beginn der Saison zog sich FK Bashkimi Kumanovo aus finanziellen Gründen vom Spielbetrieb zurück. Die verbliebenen elf Mannschaften traten in je drei Runden gegeneinander an, sodass jeder 30 Spiele zu absolvieren hatte. Die beiden Letzten stiegen direkt ab.
Die beiden Klubs auf den Relegationsplätzen gewannen ihre Spiele gegen den Dritten bzw. Vierten der zweiten Liga und verblieben somit in der höchsten Spielklasse.

## Vereine
| Verein              | Stadt    | Stadion              | Kapazität |
| ------------------- | -------- | -------------------- | --------- |
| FK Horizont Turnovo | Turnovo  | Kukuš Stadion        | 01.500    |
| FK Metalurg Skopje  | Skopje   | Železarnica Stadion  | 04.000    |
| FK Milano Kumanovo  | Kumanovo | Milano Arena         | 05.000    |
| FK Napredok Kičevo  | Kičevo   | Stadtstadion Kičevo  | 05.000    |
| FK Pelister Bitola  | Bitola   | Tumbe-Kafe-Stadion   | 06.100    |
| FK Pobeda Prilep    | Prilep   | Stadion Goce Delčev  | 15.000    |
| FK Renova Džepčište | Tetovo   | Stadtstadion Tetovo  | 15.000    |
| Makedonija Skopje   | Skopje   | Železarnica-Stadion  | 04.000    |
| Rabotnički Skopje   | Skopje   | Philip-II-Arena      | 36.400    |
| Sileks Kratovo      | Kratovo  | Stadtstadion Kratovo | 01.800    |
| Vardar Skopje       | Skopje   | Philip-II-Arena      | 36.400    |

## Abschlusstabelle
| Pl. | Verein                   | Sp. | S  | U  | N  | Tore    | Diff. | Punkte |
| --- | ------------------------ | --- | -- | -- | -- | ------- | ----- | ------ |
| 1.  | Makedonija Skopje        | 30  | 17 | 10 | 3  | 046:150 | +31   | 61     |
| 2.  | FK Milano Kumanovo       | 30  | 17 | 4  | 9  | 048:350 | +13   | 55     |
| 3.  | FK Renova Džepčište      | 30  | 14 | 12 | 4  | 041:260 | +15   | 54     |
| 4.  | Rabotnički Skopje (M, P) | 30  | 13 | 8  | 9  | 040:250 | +15   | 47     |
| 5.  | Vardar Skopje            | 30  | 11 | 12 | 7  | 035:230 | +12   | 45     |
| 6.  | FK Horizont Turnovo (N)  | 30  | 9  | 10 | 11 | 025:390 | −14   | 37     |
| 7.  | Sileks Kratovo           | 30  | 9  | 9  | 12 | 038:410 | −3    | 36     |
| 8.  | FK Pobeda Prilep         | 30  | 8  | 8  | 14 | 031:470 | −16   | 32     |
| 9.  | FK Metalurg Skopje (N)   | 30  | 6  | 11 | 13 | 025:350 | −10   | 29     |
| 10. | FK Pelister Bitola       | 30  | 7  | 7  | 16 | 025:420 | −17   | 28     |
| 11. | FK Napredok Kičevo       | 30  | 4  | 9  | 17 | 026:520 | −26   | 21     |
| 12. | Bashkimi Kumanovo        | 0   | 0  | 0  | 0  | 000:000 | ±0    | 0      |

| (M) | amtierender mazedonischer Meister     |
| (P) | amtierender mazedonischer Pokalsieger |
| (N) | Neuaufsteiger                         |

## Kreuztabelle
| Runden 1–22 | Runden 1–22 | Runden 1–22 | Runden 1–22 | Runden 1–22 | Runden 1–22 | Runden 1–22 | Runden 1–22 | Runden 1–22 | Runden 1–22 | Runden 1–22 | 2008/09             | Runden 23–33 | Runden 23–33 | Runden 23–33 | Runden 23–33 | Runden 23–33 | Runden 23–33 | Runden 23–33 | Runden 23–33 | Runden 23–33 | Runden 23–33 | Runden 23–33 |
| ----------- | ----------- | ----------- | ----------- | ----------- | ----------- | ----------- | ----------- | ----------- | ----------- | ----------- | ------------------- | ------------ | ------------ | ------------ | ------------ | ------------ | ------------ | ------------ | ------------ | ------------ | ------------ | ------------ |
| MAK         | MIL         | REN         | RAB         | VAR         | HOR         | SIL         | POB         | MET         | PEL         | NAP         | Verein              | MAK          | MIL          | REN          | RAB          | VAR          | HOR          | SIL          | POB          | MET          | PEL          | NAP          |
|             | 0:0         | 1:1         | 2:0         | 1:0         | 4:0         | 4:1         | 5:0         | 2:0         | 2:0         | 1:0         | Makedonija Skopje   |              | –            | 1:1          | –            | 0:0          | 1:0          | 2:0          | 3:0          | –            | 0:0          | –            |
| 1:0         |             | 3:1         | 1:0         | 1:3         | 3:0         | 1:0         | 5:2         | 2:1         | 3:1         | 5:0         | FK Milano Kumanovo  | 2:0          |              | –            | –            | 1:0          | 1:2          | 3:2          | 3:1          | –            | 4:1          | –            |
| 0:3 *       | 1:0         |             | 1:0         | 1:1         | 1:0         | 0:0         | 2:1         | 1:1         | 3:1         | 1:0         | FK Renova Džepčište | –            | 4:1          |              | 1:0          | –            | –            | 2:2          | –            | 4:0          | –            | 3:0          |
| 3:3         | 4:0         | 1:3         |             | 2:0         | 4:1         | 3:0         | 2:2         | 1:0         | 3:0         | 1:1         | Rabotnički Skopje   | 0:1          | 2:0          | –            |              | –            | 3:1          | 1:2          | 2:0          | –            | 2:0          | –            |
| 0:1         | 2:4         | 3:1         | 2:1         |             | 2:0         | 2:0         | 3:0         | 1:1         | 3:0         | 4:2         | Vardar Skopje       | –            | –            | 0:0          | 2:0          |              | –            | 0:2          | –            | 1:0          | –            | 2:0          |
| 1:1         | 2:0         | 0:0         | 0:0         | 1:0         |             | 1:0         | 1:0         | 1:0         | 0:0         | 3:2         | FK Horizont Turnovo | –            | –            | 1:1          | –            | 1:1          |              | 1:0          | –            | 1:1          | –            | 2:0          |
| 1:1         | 0:0         | 1:1         | 0:0         | 0:0         | 4:0         |             | 2:1         | 2:2         | 1:0         | 7:1         | FK Sileks Kratovo   | –            | –            | –            | –            | –            | –            |              | 2:3          | 0:3          | 1:0          | 4:2          |
| 1:2         | 0:0         | 0:1         | 0:0         | 0:0         | 2:1         | 1:2         |             | 3:1         | 2:0         | 1:0         | FK Pobeda Prilep    | –            | –            | 2:2          | –            | 1:1          | 2:0          | –            |              | 1:1          | 2:1          | –            |
| 0:1         | 0:1         | 1:1         | 0:1         | 1:1         | 1:1         | 2:0         | 2:1         |             | 1:0         | 0:0         | FK Metalurg Skopje  | 1:1          | 0:1          | –            | 0:1          | –            | –            | –            | –            |              | –            | 1:0          |
| 0:2         | 2:0         | 0:1         | 1:1         | 0:0         | 3:1         | 3:1         | 0:1         | 2:0         |             | 1:0         | FK Pelister Bitola  | –            | –            | 1:0          | –            | 0:0          | 2:2          | –            | –            | 2:2          |              | 3:1          |
| 1:0         | 3:1         | 1:2         | 1:1         | 1:1         | 0:0         | 1:1         | 2:0         | 1:2         | 3:1         |             | FK Napredok Kičevo  | 1:1          | 1:1          | –            | 0:1          | –            | –            | –            | 1:1          | –            | –            |              |

## Relegation
| Datum         | 1. Liga            | Ergebnis | 2. Liga            | Ort                          |
| ------------- | ------------------ | -------- | ------------------ | ---------------------------- |
| 13. Juni 2009 | FK Metalurg Skopje | 5:1      | FK Bregalnica Štip | Stadion Goce Delčev (Prilep) |
| 13. Juni 2009 | FK Pelister Bitola | 3:0      | KF Shkëndija       | Mladost Stadion (Strumica)   |

## Torschützenliste
| Pl. | Name               | Mannschaft          | Tore |
| --- | ------------------ | ------------------- | ---- |
| 01. | Ivica Gligorovski  | FK Milano Kumanovo  | 14   |
| 02. | Besart Ibraimi     | FK Renova Džepčište | 13   |
| 03. | Boško Stupić       | Sileks Kratovo      | 12   |
| 04. | César de Brito     | Makedonija Skopje   | 11   |
| 04. | Blagoj Levkov      | FK Napredok Kičevo  | 11   |
| 06. | Boban Jančevski    | Vardar Skopje       | 10   |
| 07. | Dragan Dimitrovski | FK Pelister Bitola  | 9    |